# Fuerzas Aeroespaciales de la Federación Rusa
Las Fuerzas Aeroespaciales de la Federación Rusa (en ruso: Воздушно-космические силы Российской Федерации, romanizado: Vozdushno-kosmicheskiye sily) abreviada como VKS (en ruso: ВКС) es una de las ramas que forman las Fuerzas Armadas de Rusia. Fueron creadas en 2015 al fusionarse la Fuerza Aérea (VVS) y las Fuerzas de Defensa Aeroespacial(VVKO). Su objetivo es llevar a cabo operaciones de combate principalmente en el espacio aéreo y el espacio exterior para garantizar la defensa y la seguridad de Federación de Rusia.
La creación se llevó acabó el 1 de agosto de 2015 mediante el Decreto Presidencial  Nº 394 en el que se nombraba al  Coronel General Viktor Bondarev Comandante en Jefe de las Fuerzas Aeroespaciales, al Teniente General Pavel Kurachenko Primer Subcomandante Jefe de las Fuerzas Aeroespaciales y al Teniente General Alexandra Golovko Comandante en Jefe Adjunto de las Fuerzas Aeroespaciales - Comandante de las Fuerzas Espaciales.
La dirección general de la defensa aeroespacial de Rusia la lleva a cabo el Estado Mayor de las Fuerzas Armadas de la Federación de Rusia, y la directa es el Comando Principal de las Fuerzas Aeroespaciales.
El cuartel general principal de las Fuerzas Aeroespaciales está ubicado en el edificio del Ministerio de Defensa de la Federación Rusa (Ministerio de Defensa de la Federación Rusa), ubicado en el distrito Arbata, en Calle Znamenka en  Moscú.
Día festivo profesional - Día de las Fuerzas Aeroespaciales. Se celebra anualmente 12 de agosto.